# Кокшаров Микола Іванович
Микола Іванович Кокшаров (рос. Николай Иванович Кокшаров; нар. 23 листопада (5 грудня) 1818 — пом. 21 грудня (2 січня) 1893) — російський гірничий інженер, геолог і мінералог. Ординарний академік Імператорської академії наук (з 04.03.1866 року), директор Російського мінералогічного товариства (з 1865), директор Гірничого інституту (з 1872), таємний радник.
Почесний доктор мінералогії Київського університету.

## Життєпис
Народився 23 листопада (5 грудня) 1818 року поблизу Усть-Каменогорської фортеці Томської губернії Російської імперії (нині — Східноказахстанська область Казахстану) в родині гірничого інженера. Дитинство провів на Уралі, де його батько був керуючим Березовською золотокопальнею.
У 1840 році закінчив Інститут корпусу гірничних інженерів у Санкт-Петербурзі. Ледве здавши випускні іспити, М. Кокшарову пощастило супроводжувати Р. Мурчісона, Е. де-Вернейля і графа О. Кейзерлінґа в їх геологічній подорожі Росією. Свої враження і міркування від подорожі виклав у «Гірничому журналі» під заголовком «Геогностичні зауваження про деякі губернії Європейської Росії». Наступного року знову супроводжував цих вчених у їхній подорожі на Урал.
З 1842 по 1845 рік перебував у закордонному відрядженні, куди був направлений російським урядом. У Франції та Німеччині М. Кокшаров слухав лекції, займався кристалографією і мінералогією. Тоді ж зав'язав дружні стосунки з багатьма європейськими науковцями.
У 1846 році повернувся в Росію й був призначений репетитором Інституту корпусу гірничих інженерів. З цього часу розпочалась його педагогічна діяльність, яка тривала до 1881 року. М. Кокшаров у різний час читав лекції з мінералогії, геології та фізичної географії в багатьох навчальних закладах: Гірничому інституті (з 1847 р.), Інституті інженерів шляхів сполучення, Землеробському інституті, Костянтинівському училищі, Пажеському корпусі, 1-му кадетському корпусі та ін. Крім того, у 1848 році Кокшаров протягом цілого курсу заміщав професора Гофмана в Санкт-Петербурзькому університеті.
З 1849 по 1852 роки обіймав посаду доглядача Головної фізичної обсерваторії.
У 1857 року призначений членом Гірничого вченого комітету.
У 1855 році М. І. Кокшаров був обраний ад'юнктом Імператорської академії наук, з 24 травня 1858 року — екстраординарний, а з 4 березня 1866 року — ординарний академік.
12 березня 1865 року обраний директором Російського мінералогічного товариства, а 8 жовтня того ж року — почесним членом.
У 1865 і 1866 роках М. Кокшаров супроводжував герцога Миколу Максиміліановича Лейхтенберзького в подорожах по Тульській губернії та Уралу.
З 3 листопада 1872 до 25 серпня 1881 року М. І. Кокшаров обіймав посаду директора Гірничого інституту.
У 1891 році, за станом здоров'я, М. І. Кокшаров склав з себе звання директора Мінералогічного товариства, але залишився його почесним директором.
Помер 21 грудня (2 січня) 1893 року.

## Основні праці
- Геогностичні зауваження про деякі губернії Європейської Росії. (1840);
- Кристалографічні дослідження багратіоніту і магнітного залізняку. (1847);
- Матеріали для мінералогії Росії. (1853);
- Каталог російських топазів, що зберігаються в музеумі Гірничого інституту.